# Compact
A Compact egy román együttes, amely 1977-ben alakult Kolozsváron.

## Története
1978-ban a tengerparti városokban játszottak a nyári időszak folyamán. 1981-ben az Electrecord kiadó tervbe vette első lemezük megjelentetését, azonban ez 1985-ig váratott magára. Ennek a dalait Paul Ciuci és Cămărășan szerezték. Ezután egyre többet működtek Bukarestben. 1985-ben Drezdában léptek fel, 1986-ban a Szovjetunióban és Bulgáriában játszottak. Nem sokkal később az együttes kettészakadt: Compact B-re (Bukarest) és Compact C-re (Cluj, Kolozsvár) Ciuci az USA-ba emigrált, 2005-ben az Amerikai Egyesült Államokban turnéztak.

## Tagok
- Marius "Bubu" Luca (gitár, vokál)
- Cornel Moldovan (gitár, vokál)
- Ladislau Balazs (dob)
- Constantin Cămărășan (gitár)
- Teo Peter (basszus)
- Radu Marpozan (dob)
- Guzu Pap (gitár)
- Nelu Jecan (vokál)
- Marian Corjan (vokál)
- Paul Ciuci (gitár, vokál)

## Lemezeik
- Fata din vis (Electrecord, 1985, ST-EDE 02781)
- Cîntec pentru prieteni (Electrecord, 1988, ST-EDE 03501)
- Cine eşti tu, oare ? [Compact B] (1991, ST-CS 0243)
- Vin vremuri noi? [Compact C] (1992, CDS CS 0114)
- Transilvania [Compact C] (1994)
- Mă voi întoarce (1994)
- Pe tine te-am ales! (1997)
- Compact 100% (1999)
- 5. Compact (2002)
- In memoriam (2005)

## Külső hivatkozások
- Az együttes honlapja